# دکتر انگل دامپزشک
دکتر اِنگِل دامپزشک (انگلیسی: Tierarzt Dr. Engel) نام یک مجموعهٔ تلویزیونی ساخت کشور آلمان می‌باشد. فصل اول این سریال در ۴ دسامبر ۲۰۰۹ بر روی DVD منتشر شد که علاوه بر قسمت‌های ۱ تا ۱۵، شامل مصاحبه‌هایی با بازیگران اصلی است. پس از آن هیچ فصل دیگری بر روی DVD منتشر نشد.